# Miroslava Dorazilová-Strnadová
Miroslava Dorazilová-Strnadová, v matrice Miroslava Maria Františka, (6. června 1880 Křečkovice< – 28. května 1955 Vyškov) byla moravská spisovatelka, redaktorka a pracovnice v ženském hnutí.

## Životopis
V některých zdrojích je chybně datum narození 29. května 1880. Rodiče Miroslavy byli Jan Strnad ředitel advokátní kanceláře v Křečkovicích a Františka Strnadová-Jáchymková. Měli ještě tři dcery: Ludmilu Strnadovou (4. 1. 1879), Libušu Strnadovou (16. 6. 1882) a Mariu Jencianovou-Strnadovou (30. 4. 1885). Manžel Miroslavy byl Julius Dorazil (6. září 1874 Olomouc – 2. ledna 1942 Praha), obchodník, komunální politik a funkcionář hospodářských sdružení na Moravě, vzali se 24. 10. 1905. Spolu měli syna Miroslava Dorazila (16. 8. 1906).
Miroslava Dorazilová-Strnadová pocházela z uvědomělé vlastenecké rodiny – otec 30 let veřejné činnosti ve Vyškově, matka jednatelka 20 let v místní organizaci „Vlasta“. Miroslava byla činná v ženském hnutí – spoluzakladatelka Vyškovského Sokola a první náčelnice ženského odboru (1902–1906). Pracovala ve Sdružení pokrokových žen "Vlasta" (jednatelkou 1900–1919, předsedkyní 1919–1949), v Zemské organizaci pokrokových žen moravských byla od roku 1925 jednatelkou a poté předsedkyní. Ve Věstníku této organizace pracovala od roku 1932 jako redaktorka. Měla články mj. v časopisech Ženská rada a Žena v Československu. Žila ve Vyškově.

## Dílo

### Spisy
- Vývoj pokrokového ženského hnutí na Moravě – Brno: Zemská organisace pokrokových žen moravských,1928
- Z historie našeho domu – Brno: nákladem vlastním, 1938; Vyškov: Kleveta Alois – Alka, 2016
- Křečkovice – obrázky kreslil J. Kachlík. Vyškov: vlastním nákladem, 1940; Alka 2014
- K historii musea ve Vyškově – Vyškov: Okresní museum Vojtěcha Procházky, 1956
- Z minulých let: články o historii Vyškova uveřejněné ve Vyškovských novinách v letech 1931–1934 – Vyškov: Knihovna Karla Dvořáčka, 2007; Kleveta Alois – Alka, 2016
- Co napsala Miroslava Dorazilová a jiní o Brňanech – [Alois Kleveta]. Vyškov: Alka, 2014